# Maccheroni al pettine
I maccheroni al pettine o col pettine (in dialetto mirandolese: macaròn col pèttan), chiamati anche maccheroni pettinati (macaròn petnā), sono una tipologia di una pasta all'uovo (rigata) tipica dell'Emilia. Vengono preparati arrotolando diagonalmente un piccolo quadrato di pasta sfoglia, della dimensione uguale a quella usata per fare i tortellini, su un bastoncino del diametro di una matita, poi fatto passare su un pettine da tessitura.
L'aspetto e il modo di preparazione sono del tutto simili a quelli dei garganelli romagnoli, con la differenza che questi ultimi hanno dimensioni di 3 cm se da cucinare in brodo, 5 cm se da servire asciutti.
Vengono realizzati nello stesso modo anche i maccheroni calabresi e siciliani, i quali hanno tuttavia una diversa grandezza e sono molto meno spessi, poiché vengono arrotolati su un ferretto sottile, anziché sul bastoncino. Nell'Istria slovena e croata sono tipici i fusi istriani, più grandi.

## Storia

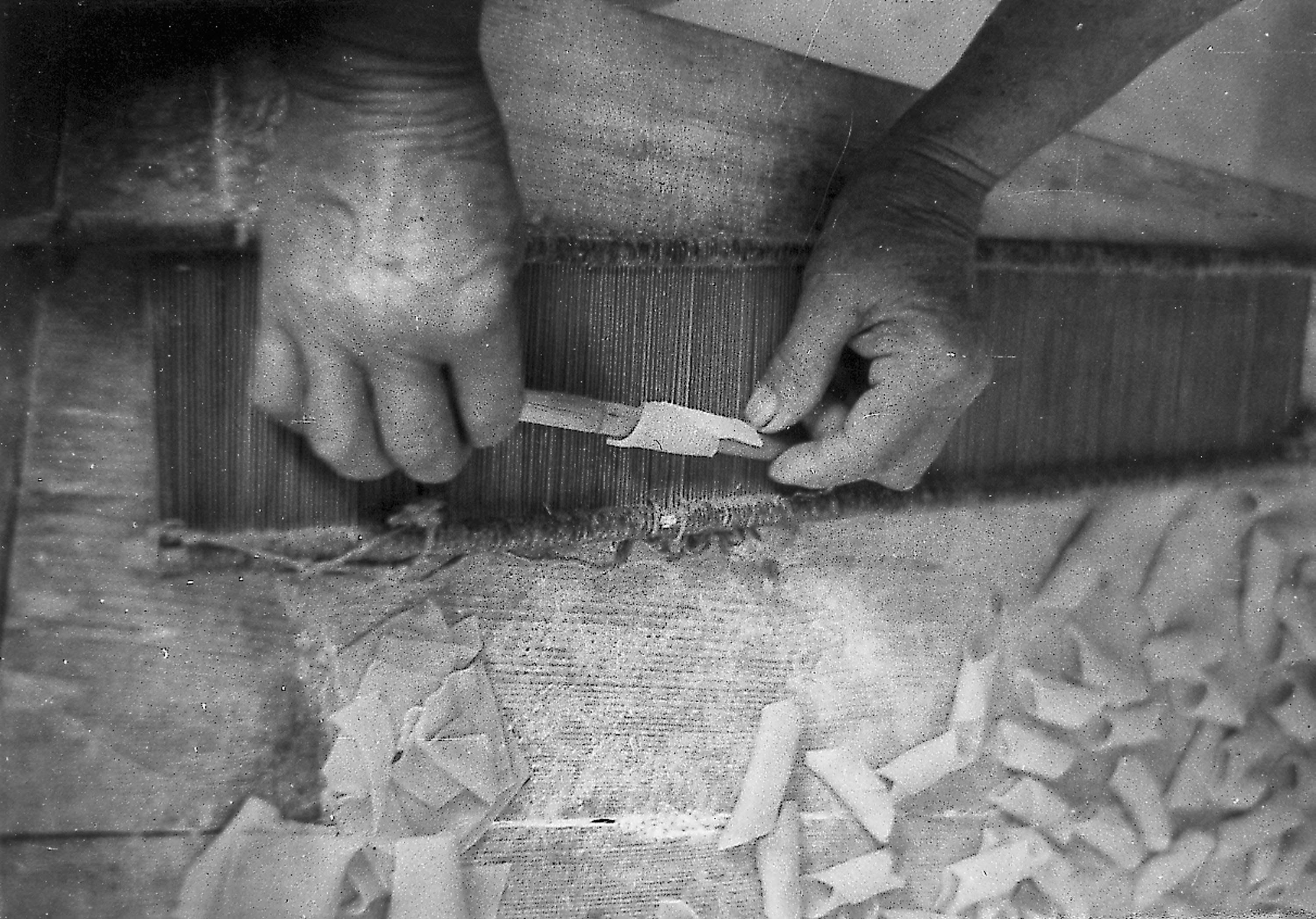
Preparazione domestica dei maccheroni al pettine

Il nome di questa pasta deriva dal particolare strumento usato per la rigatura: il pettine del telaio da tessitura, che un tempo era diffuso nelle case delle campagne emiliane per tessere il lino e la canapa. 

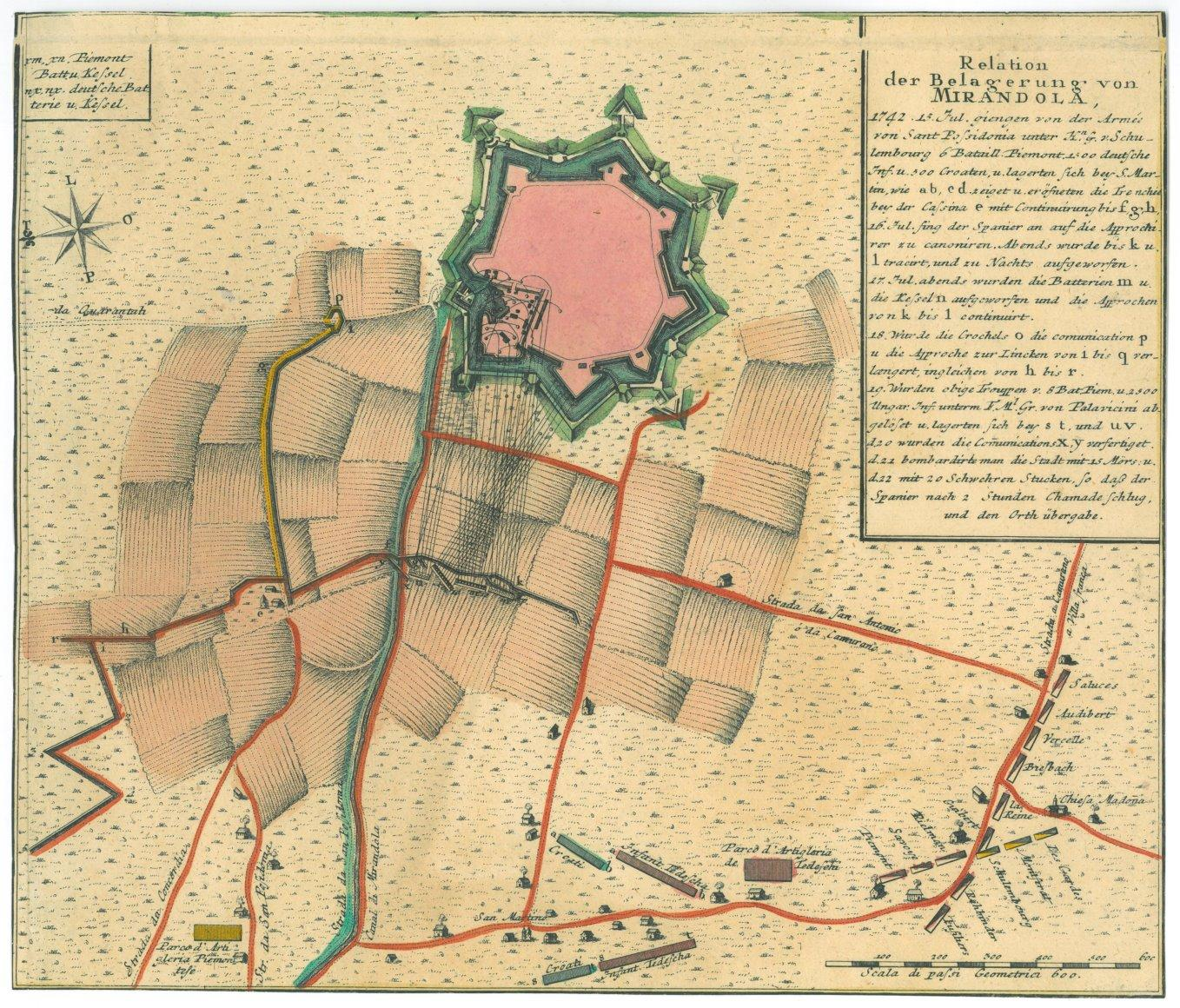
Mappa dell'assedio della Mirandola del 1742

La tradizione racconta che il 27 luglio 1742 la fortezza di Mirandola subì un ennesimo assedio, questa volta da parte dei piemontesi guidati da Carlo Emanuele III di Savoia. Il re di Sardegna entrò vincitore nella città-fortezza insieme al generale austriaco alleato, conte Otto Ferdinand von Traun, dopo aver respinto l'esercito spagnolo. Essendo ormai ora  di pranzo, i due generali si accomodarono in un'osteria per mangiare: la gestrice del locale, avendo esaurito le provviste durante l'assedio, preparò qualcosa con quello che rimaneva, ovvero una pasta sfoglia fatta con farina e uova, condita con carne di galletto; per presentare al meglio la scarsa pietanza, pensò di arrotolare i quadretti di pasta su un bastoncino passandolo poi su un telaio per ottenere la rigatura: così furono inventati i maccheroni al pettine.
Dopo la scomparsa dell'uso del telaio casalingo, vengono prodotti artigianalmente e commercializzati i pettini necessari per realizzare questo tipo di pasta. Per lungo tempo, la produzione di questa pasta è rimasta casalinga o artigianale, in quanto non era possibile realizzare la speciale rigatura trasversale tramite la normale trafilatura industriale. Negli anni 1960 il mirandolese Mario Ferrari, figlio di gestori di un negozio di gastronomia, riuscì finalmente ad inventare e brevettare una macchina automatica per la produzione dei maccheroni al pettine, fondando un pastificio industriale a Mirandola. L'invenzione di Ferrari consentì la diffusione del prodotto su più larga scala e la commercializzazione nei supermercati, producendo maccheroni pettinati anche per note marche nazionali.

## Produzione

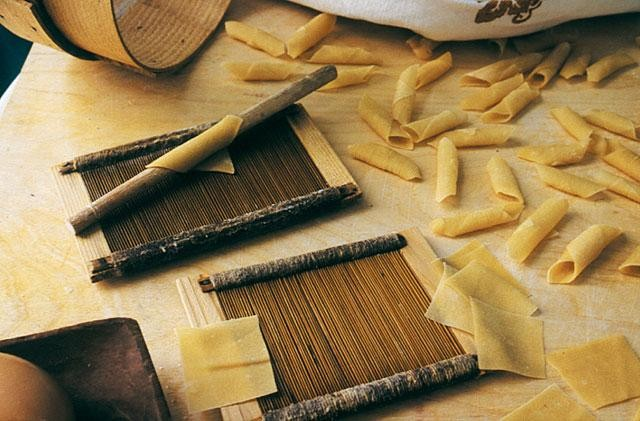
Pettini per maccheroni

Il quadretto di pasta viene arrotolato diagonalmente attorno ad un bastoncino di legno e quindi passato sul pettine. La particolare striatura trasversale, a differenza di quella longitudinale di penne o maccheroni normali, permette di trattenere maggiormente il condimento.
Nell'area delle valli mirandolesi è usanza arrotolare la pasta partendo dal lato (anziché lungo la diagonale), conferendo in tal modo un aspetto più cilindrico e senza le caratteristiche punte. Nel marzo 2017 i "maccheroni al pettine delle Valli mirandolesi" hanno ottenuto la certificazione di prodotto tipico del comune di Mirandola.

## Consumo

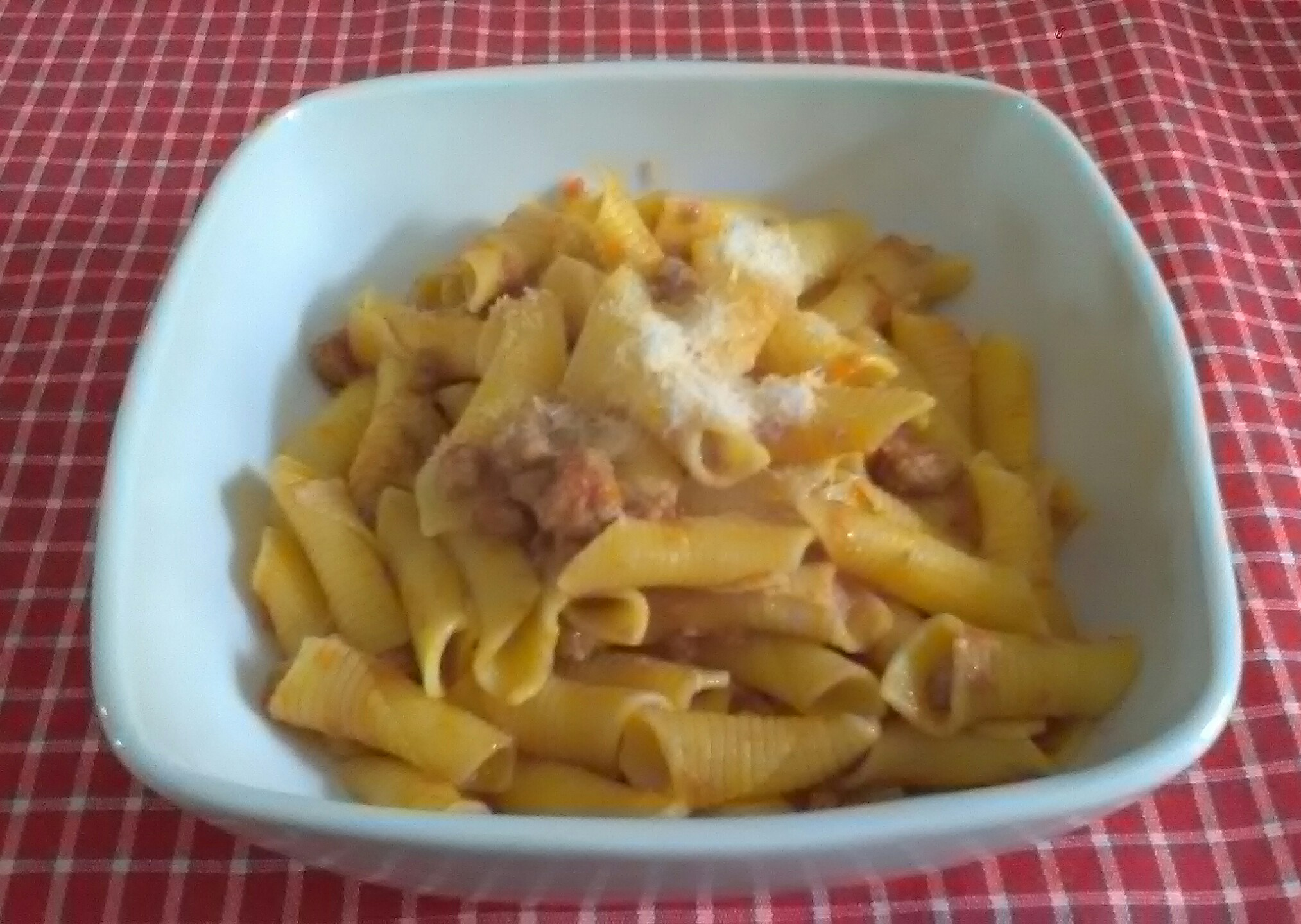
Piatto di maccheroni al pettine

Il condimento tipico del maccherone al pettine è il ragù all'emiliana, realizzato preferibilmente con l'aggiunta di carne di piccola selvaggina (lepre, coniglio oppure anatra), spolverato da abbondante formaggio parmigiano-reggiano e accompagnato da un bicchiere di vino Lambrusco Salamino di Santa Croce rosso.

## Eventi
A Pieve di Cento si svolge dal 1989 all'inizio dell'estate la tradizionale sagra del maccherone al pettine.
Dal 2013 nel territorio di Mirandola si svolge il "Palio del pettine", durante il quale le squadre delle razdore delle frazioni mirandolesi di Cividale, Gavello, Mortizzuolo, San Giacomo Roncole, San Martino Spino e Quarantoli si sfidano a colpi di mattarello e pettine nella creazione del miglior prodotto.